# Flagge Guineas

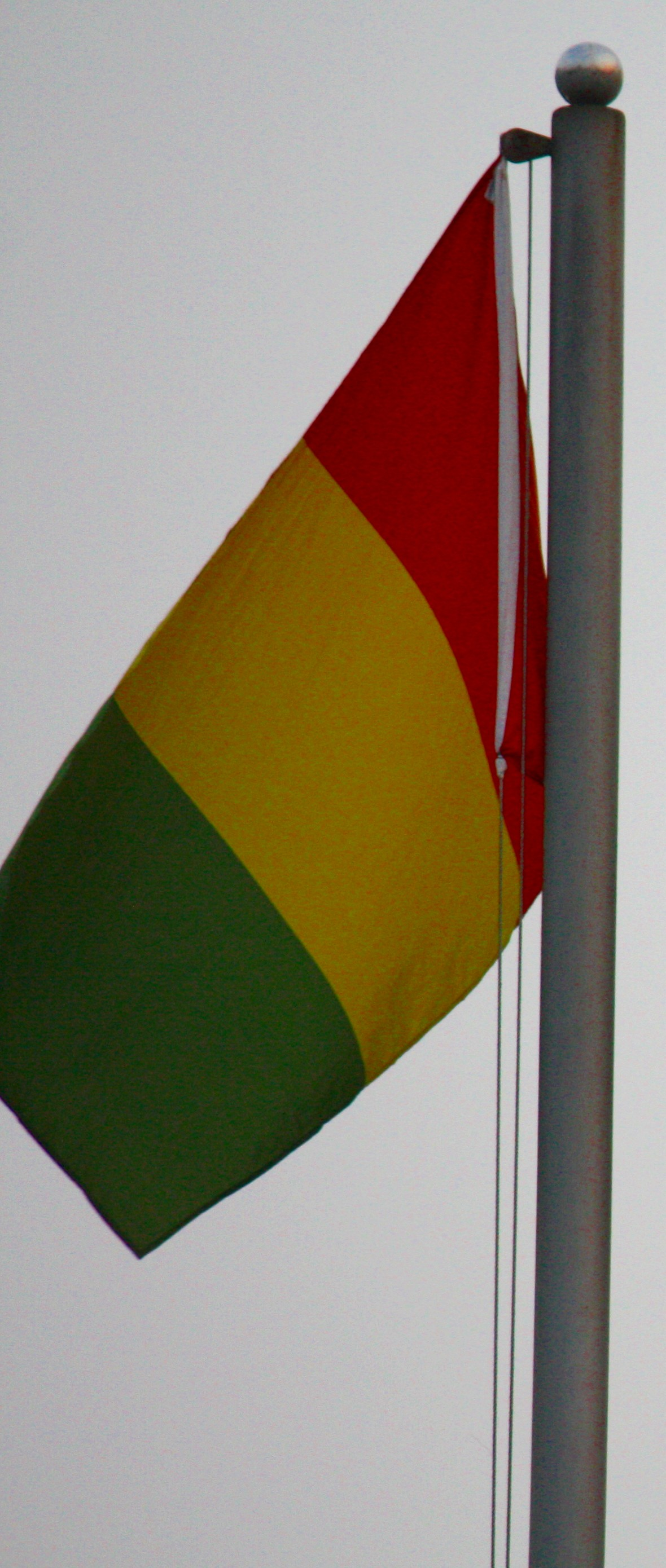
Nationalflagge Guineas

Die Flagge Guineas wurde am 10. November 1958 offiziell eingeführt.

## Beschreibung und Bedeutung
Die Flagge Guineas ist der französischen Trikolore entlehnt, da das Land bis zu seiner Unabhängigkeit im Jahre 1958 eine französische Kolonie war. Die Farben der Flagge sind die der Demokratischen Partei Guineas, welche das Land in die Unabhängigkeit führte. Sie entsprechen außerdem den panafrikanischen Farben Rot, Gelb und Grün. Mali verwendet dieselbe Trikolore als seine Flagge, allerdings mit dem grünen Streifen an der Mastseite.
Rot steht für den Schweiß, der für den Aufbau des Landes nötig war und für das Blut für den Kampf um die Freiheit. Gelb symbolisiert die Sonne, den Glauben an Gerechtigkeit und den Goldreichtum Guineas. Grün repräsentiert die üppige Vegetation und den Ansporn der Bürger zur Solidarität in der Entwicklung der Volkswirtschaft. Die Farben bilden somit eine Verbindung zu dem Wahlspruch Travail, Justice, Solidarité (Arbeit, Gerechtigkeit, Solidarität).